# 雀舌草
雀舌草（学名：Stellaria uliginosa）是石竹科繁缕属的植物。分布在北温带、喜马拉雅山、台湾岛、印度、越南以及中国大陆的贵州、湖南、内蒙古、福建、安徽、江西、江苏、浙江、广东、云南、广西、四川、甘肃、河南、西藏等地，生长于海拔30米至4,000米的地区，多生于田间、溪岸以及潮湿地，目前尚未由人工引种栽培。

## 别名
天蓬草（植物名实图考） 葶苈子（湖北巴东）

## 变种
- 高山雀舌草（学名：Stellaria uliginosa var. alpina）为石竹科繁缕属下的一个变种。